# Ramón Andino
Juan Ramón Andino (Buenos Aires, 6 de febrero de 1936 -  Buenos Aires; 6 de marzo de 1987) fue un periodista argentino, de amplia trayectoria en medios televisivos y radiales.

## Biografía
Ramón Andino, apodado  “El Gaucho” y “Cholo”, nació en 1936 en el barrio del Parque Patricios en la Ciudad de Buenos Aires, Argentina. Era el hijo de Omar Andino, un importante periodista que supo dirigir un diario socialista en las décadas de 1930 y 1940, lo que le valió varias veces la cárcel durante la llamada Década Infame. Su hermano era Alberto Andino. 
Era un fanático del Club Atlético Huracán. En 1975 fue puesto en la lista negra por José López Rega, jefe de la Triple A debido a sus publicaciones periodísticas,[cita requerida] por lo que tuvo que exiliarse unos meses a Paraguay donde continuó trabajando como periodista. Regresa nuevamente en enero de 1976. Llegó incluso a asociarse con una fábrica de jugos en Entre Ríos.
Fue un gran amigo de los periodistas Enrique Oliva (François Lepot), Jorge Guinzburg, y el expresidente Raúl Alfonsín.
Cuando Guillermo tenía 10 años, se mudó junto a su familia al barrio de Once.

## Carrera
Comenzó muy joven en los medios comunicativos, siguiendo el camino de su padre. Inició la profesión en la adolescencia dando sus primeros pasos en el mítico Correo de la Tarde fundado por Francisco Manrique para luego destacarse en las páginas políticas del diario La Razón de Félix Laíño (a quien consideraba como uno de sus maestros periodísticos), cuyo inseparable compañero era Rodolfo Walsh, y en donde prestó entrevistas a grandes famosos como, el convicto francés, Henri Charrière en 1972 (quien le llegó a dedicar un libro), y los escritores Jorge Luis Borges y Adolfo Bioy Casares.
Le dedicó una gran parte de su vida a la crianza de sus hijos y otra como secretario de redacción del diario Clarín y como periodista en temas militares (especializado en los avatares de la Fuerza Aérea).
En 1967 se desempeñó como secretario de la Asociación de Periodistas de Buenos Aires (UTPBA).
Estuvo ligado a revistas como Mundo Deportivo y Mundo Peronista. Era un gran amigo del empresario y productor televisivo Sergio Villarruel (padre de Claudio y Darío Villarruel). También creó una "Coordinadora informativa" que dependía directamente de la Secretaría de Información Pública (SIP) junto a los también periodistas Adolfo Jasca y Luciano Pentecoste.

## Televisión
Con un perfil serio y responsable a la hora de transmitir noticias supo caracterizarse por su voz aguda y su simpatía.
Comenzó su carrera en la pantalla chica a los 45 años  en Canal 7, donde hacía comentarios sobre actualidad.
En 1972 reemplaza brevemente en la conducción a Mirtha Legrand durante la emisión de sus almuerzos.
Luego, en 1978, se involucró en la producción del programa periodístico Mónica presenta, conducido por Mónica Cahen D'Anvers.
En 1979 trabajó en el programa Pinky y la noticia, junto a Pinky, y emitido por Canal 13.
También trabajó contemporáneamente junto a Juan Alberto Badía en Canal 13.
Sin embargo, su carrera despegó oficialmente en los programas Realidad '80 y Realidad ´81, de corta temporada, donde entrevistó en ese momento  a Diego Armando Maradona, durante la entrega del balón de oro. En estos años se destacó como cronista.
Condujo Realidad '82, el popular noticiero que se transmitía al mediodía por Canal 13, junto a Juan Carlos Pérez Loizeau y Chichita de Erquiaga en esta época tuvo la oportunidad de informar sobre el tema de la Guerra de las Malvinas. Luego de que Pérez Loizeau dejara el programa para irse a Canal 9 en 1984, Andino ocupó la conducción. Con el transcurrir de los años el número del título fue variando, pasó por Realidad '83, '84 (donde hizo su debut televisivo, la astróloga Lily Süllos, 1928-2013), '85, '86 y '87. En este programa se enfocaba especialmente en lo referido a darle un espacio para los jubilados.
El 1 de mayo de 1982 colaboró con el programa informativo 60 Minutos, que se emitía por ATC, en un especial titulado "Primeros combates en las Islas Malvinas" junto a Víctor Sueiro y Silvio Huberman. También trabajó como comentarista desde su programa en el festejo del Mundial 1986 en que Argentina triunfó frente Alemania, en la que también participaron Elio Rossi, Sergio Albarrán, Marcos y José Luis Marchini, Eduardo Carpio, Fernando Bravo, Oscar Otranto y María Laura Santillán.
En estos años también fue el encargado de comunicar las marchas de las entonces Madres de la Plaza de Mayo o las movilizaciones de los trabajadores.
Debido a su gran popularidad en sus últimos años, ligado a las altas audiencias, lo llevaron a recorrer todo el país y de ser tapa de varias revistas como Gente, La Revista y La Semana.

## Vida privada
Estuvo casado hasta el día de su fallecimiento con Blanca Colombo, con quien tuvo a sus dos famosos hijos periodistas, Marisa Andino (n. 1965) y Guillermo Andino (n. 1968).

## Fallecimiento
El 6 de marzo de 1987, entre el primer y segundo bloque (había ido a la pausa a las 13.15 h) de Realidad ´87, Ramón Andino se descompuso sorpresivamente frente a las cámaras. Fue atendido de urgencia en la sala médica, para luego ser trasladado al Hospital Argerich del barrio de La Boca, donde murió esa misma tarde a causa de un infarto de miocardio. Lo reemplazó en el noticiero en ese momento su compañero Horacio Galloso. Un mes después a la tarde su hijo, de 18 años por aquel entonces, Guillermo Andino, ocupó su lugar iniciando su larga carrera periodística. Según antecedentes ya había tenido un aviso en diciembre de 1986 cuando sufrió un preinfarto en su casa, debido al consumo excesivo de cigarrillos (consumía de 3 hasta 4 atados por día). Tenía 51 años.
Antes de su muerte tenía pensado un proyecto con sus hijos para hacer en Radio Splendid, que finalmente no pudo lograr.
Su hijo, Guillermo, lanzó en el 2009 un libro titulado El poder de la buena noticia donde explica como esa situación a pesar del sufrimiento lo llevó a dar un gran salto en su carrera.